# Tøjhuset i Berlin
Tøjhuset i Berlin (tysk Zeughaus Berlin) er et tøjhus i Berlin og den ældste bygning på boulevarden Unter den Linden. Det blev bygget mellem 1695 og 1706 som våbenarsenal (tøjhus) og regnes som en af de smukkeste profane barokygninger i Nordtyskland. Bygningen benyttes af Deutsches Historisches Museum.

## Eksterne links
- Wikimedia Commons har flere filer relateret til Tøjhuset i Berlin
- http://www.dhm.de/magazine/zeughaus/ Informationen über Geschichte und Architektur des Berliner Zeughauses

52°31′5.21″N 13°23′49.16″Ø / 52.5181139°N 13.3969889°Ø